# 昌原綜合運動場
昌原綜合運動場（韓語：창원종합운동장）位於韓國昌原市，由主運動場、昌原室內體育館、射箭場、滾軸溜冰場等附屬設施所組成。

## 設施

### 主運動場
昌原運動場（韓語：창원스포츠파크 주경기장）是一座多用途運動場，主要用作足球比賽。運動場於1993年落成，並能容納27,085名觀眾。
運動場曾於2006年至2009年之間作為K聯賽球會慶南足球俱樂部的主場。

#### 2007年國際足協U-17世界盃
運動場曾主辦2007年國際足協U-17世界盃部分賽事：
| 日期    | 隊伍1    | 最終比數 | 隊伍2          | 賽事階段 | 參考   |
| ------- | -------- | -------- | -------------- | -------- | ------ |
| 8月20日 | 比利时   | 2–4      | 突尼西亞       | E組      | [ 5 ]  |
| 8月20日 |          | 4–3      | 美国           | E組      | [ 6 ]  |
| 8月23日 | 美国     | 1–3      | 突尼西亞       | E組      | [ 7 ]  |
| 8月23日 |          | 0–1      | 比利时         | E組      | [ 8 ]  |
| 8月26日 | 德国     | 5–0      | 千里達及托巴哥 | F組      | [ 9 ]  |
| 8月29日 | 突尼西亞 | 1–3      | 法國           | 十六強   | [ 10 ] |
| 9月1日  | 秘魯     | 0–2      |                | 半準決賽 | [ 11 ] |

### 室內體育館
昌原室內體育館是韓國籃球聯賽球隊昌原LG獵隼的主場。

## 外部連結
- Changwon Sports Facilities Management Center （韓語）
- World Stadiums

35°14′1.92″N 128°39′52.91″E / 35.2338667°N 128.6646972°E